# 1921 Pala
1921 Pala (1973 SE) là một tiểu hành tinh nằm phía ngoài của vành đai chính được phát hiện ngày 20 tháng 9 năm 1973 bởi Tom Gehrels ở Đài thiên văn Palomar. It is one of very few asteroids located in the 2: 1 mean motion resonance with Sao Mộc.